# Heinrich Emanuel Grabowski
Heinrich Emanuel Grabowski o Henryk Grabowski (Głubczyce, 11 luglio 1792 – Breslavia, 1º  ottobre 1842) è stato un botanico polacco naturalizzato tedesco.
Studiò farmacia a Breslavia, e 1824-1840 lavorò nella propria farmacia nei pressi di Opole. Fu conosciuto per aver fatto delle indagini sulla flora della Slesia, e degli studi sulla flora del Voivodato di Slesia.
Con il botanico tedesco Christian FH Wimmer (1803-1868), pubblicò tre trattati della flora silesiana (1827-29).

## Pubblicazioni principali
- Grabowski, HO; JCC Günther, FH Wimmer. 1824 – Enumeratio stirpium phanerogamarum, quae in Silesia sponte proveniunt. Vratislaviae
- FH Wimmer. 1827. Flora Silesiae I . Vratislaviae
- 1829 A. Flora Silesiae II. Vratislaviae
- 1829b. Flora Silesiae III . Vratislaviae
- 1836A. Correspondenz über Dai häufige Vorkommen dia Senecio vernalis in Schlesien. Flora 19
- 1836b. Nachträge zu dem systematischen Verzeichnis von Rohrer und Mayer. Ibíd.
- 1840. Flora von Oberschlesien und dem Gesenke. Breslau
- 1841. Über einige Arten der oberschlesischen Flora. Übers. Arb. Schl. Ges. vaterl. Kultur
- 1842. Über Waldwolle, welche in Zuckmantel aus Kiefern-und Fichtennadeln gewonnen wird. Ibíd.
- 1843. Flora von Oberschlesien and dem Gesenke, mit Beriicksichtigung der geognostischen. Boden- und Hehen-Verhiltnisse

## Onori

### Eponimi
Genere
- (Solanaceae) Grabowskia Schltdl.

Specie
- (Araceae) Homalomena grabowskii Engl[1].
- (Araceae) Ooia grabowskii (Engl.) S.y.wong & P.c.boyce[2]
- (Asteraceae) Colymbacosta × grabowskiana (J.wagner) Rauschert
- (Asteraceae) Hieracium × grabowskianum Nägeli & Peter[3]
- (Cyperaceae) Cyperus grabowskianus Boeckeler[4]
- (Rosaceae) Rubus grabowskii Bab. Ex Weihe[5]